# Piaggio Aerospace
Die Piaggio Aero Industries S.p.A. ist ein italienischer Flugzeughersteller mit Sitz in Villanova d’Albenga. Das Unternehmen entwickelt und baut Zivil- und Militärflugzeuge sowie Triebwerke.

## Geschichte
Piaggio begann während des Ersten Weltkriegs in Sestri Ponente mit dem Flugzeugbau, nachdem es 1915 die Officine Aeronautiche Francesco Oneto übernommen hatte. Zunächst produzierte es Caproni-Bomber in Lizenz, 1923 entstand dann das erste eigene Modell, die Piaggio P.2. Ab 1924 baute man in Lizenz auch die Dornier Wal. Im weiteren Verlauf wurde Piaggio wegen seiner größeren Modelle bekannt, darunter das Transportflugzeug Piaggio P.23R, das zwei Weltrekorde aufstellte, und der viermotorige Bomber Piaggio P.108, der im Zweiten Weltkrieg eingesetzt wurde. Bedeutendster Produktionsstandort war damals der Flugplatz Pontedera bei Pisa.
Bekannte Typen der Nachkriegszeit waren das von etlichen Luftstreitkräften genutzte Schulflugzeug Piaggio P.149 und das leichte Mehrzweckflugzeug Piaggio P.166. Im Jahr 1998 wurde die Flugzeugbausparte von Piaggio in ein eigenes Unternehmen mit dem Namen Piaggio Aero Industries ausgegliedert. Seither war es im Besitz der Familien von Piero Ferrari und Josè Di Mase. 2006 wurden die Firmen Mubadala Development Company aus den Vereinigten Arabischen Emiraten und die indische Tata-Gruppe Teilhaber. Seit 2014 war das Unternehmen im alleinigen Besitz der Mubadala Development Company. Es wurde in Piaggio Aerospace umbenannt und verlegte seinen Hauptsitz vom Flughafen Genua zum Flughafen Albenga, der schon in der Vergangenheit als Werksflugplatz genutzt worden war. In Genua verblieb ein Dienstleistungszentrum.
Eine schlechte Auftragslage und der damit verbundene Wille von Mubadala, zusätzliches Geld beizusteuern, führten zu finanziellen Schwierigkeiten. Im Dezember 2018 übernahm dann Italien die Mehrheit am Unternehmen und suchte in den folgenden Jahren nach einem neuen Investor. Im Januar 2025 hat das italienische Wirtschaftsministerium die Übernahme durch den türkischen Drohnenhersteller Baykar genehmigt.

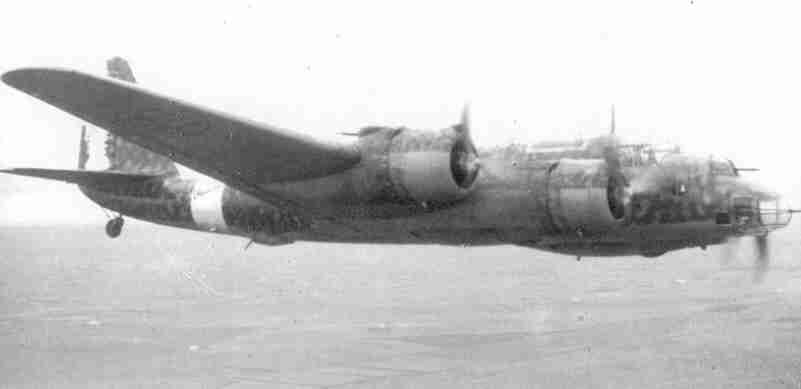
Piaggio P.108

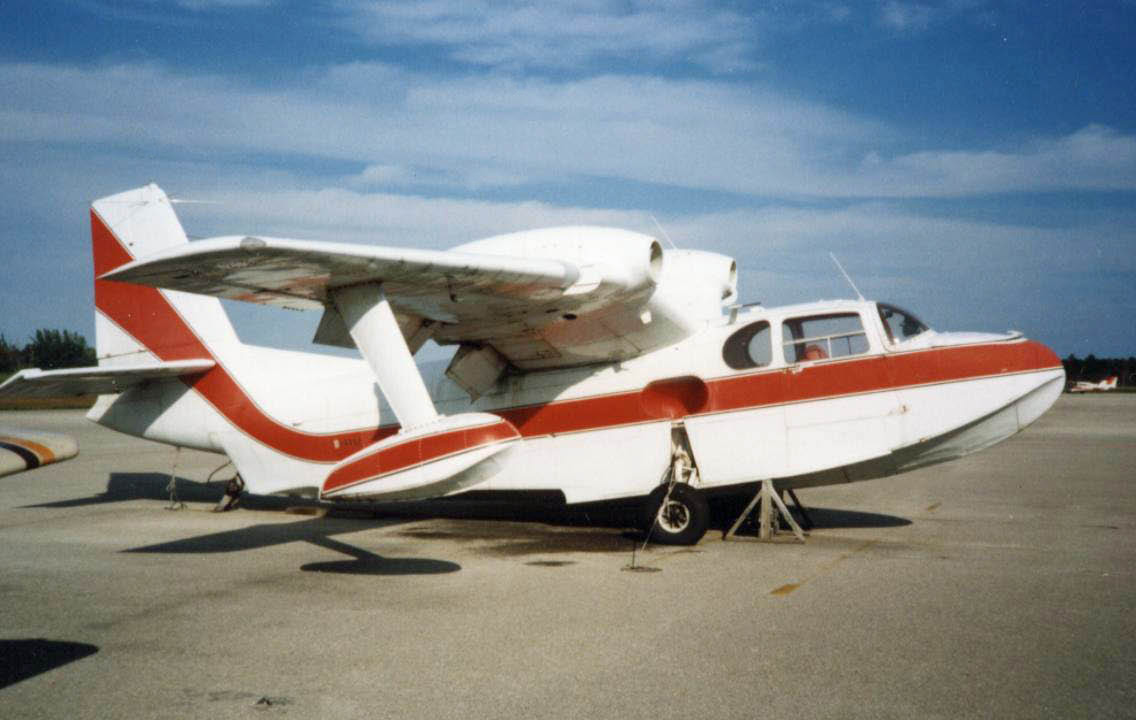
Piaggio P.136

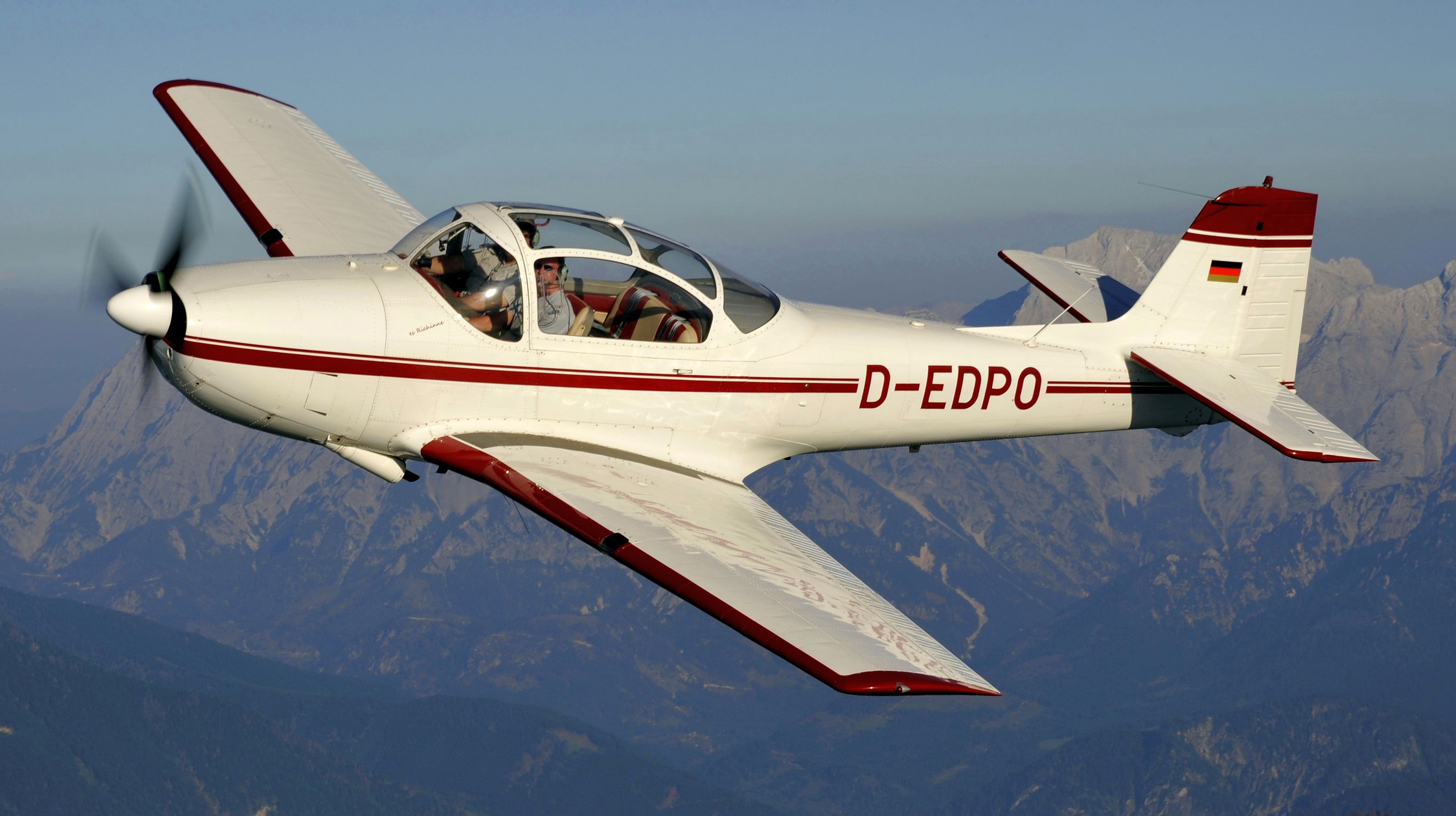
Piaggio P.149

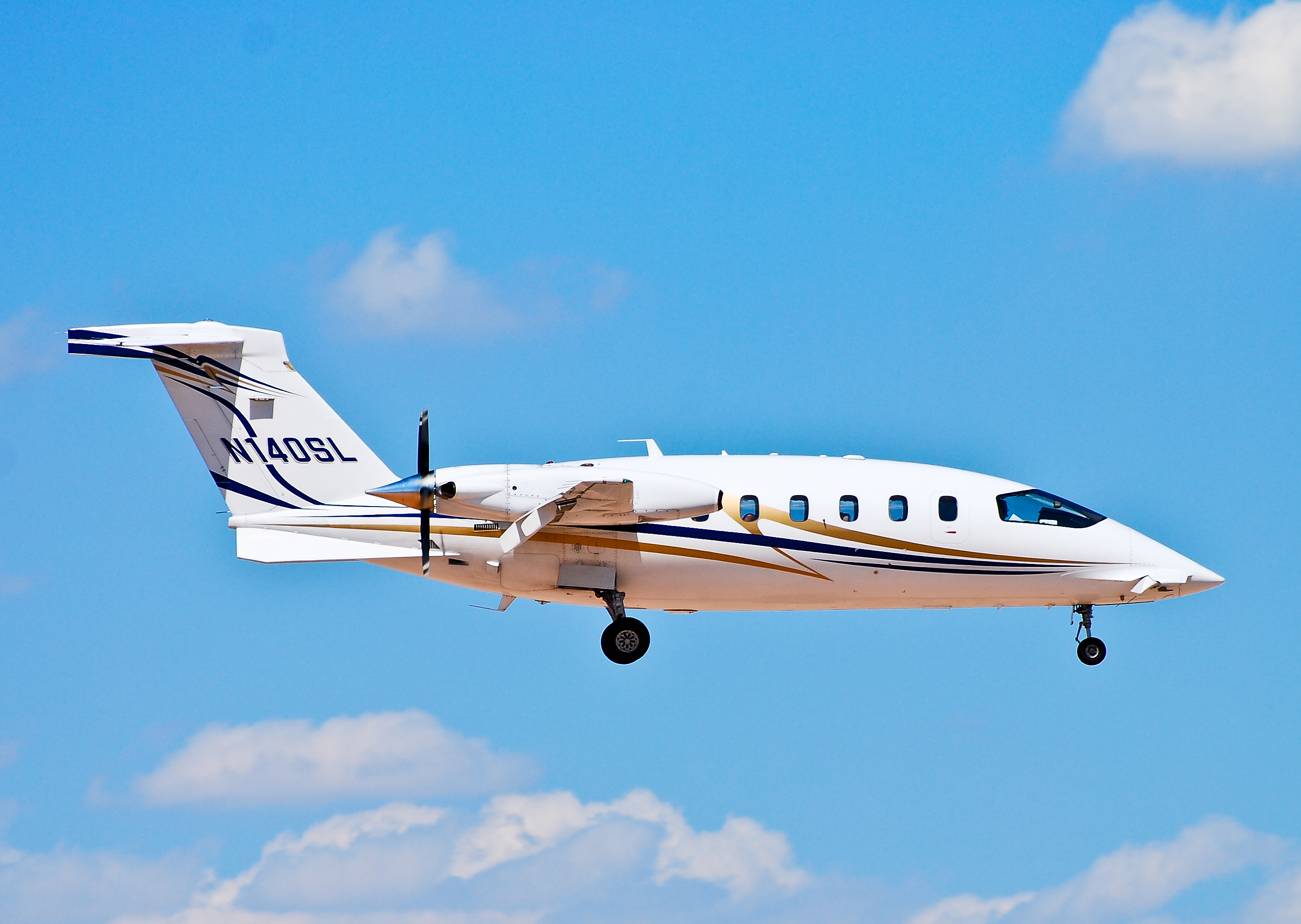
Piaggio P.180

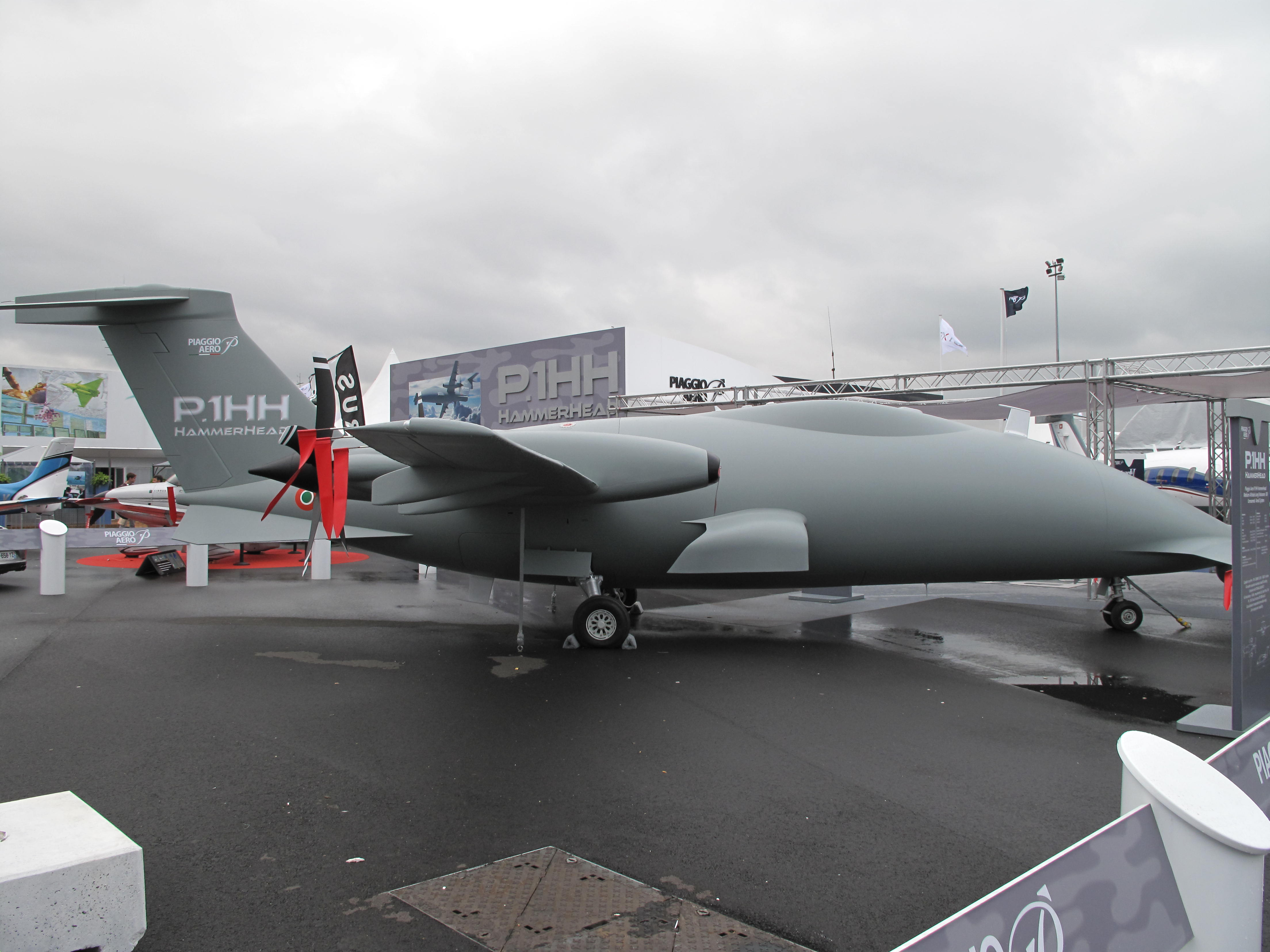
P.1HH HammerHead UAV der Aeronautica Militare

## Produkte
Zu den wichtigsten Produkten gehören das Turboprop-Flugzeug Piaggio P.180 und dessen unbemannte Version P.1HH HammerHead. Seit 1923 hat Piaggio (Aerospace) folgende Modelle entwickelt:
- P.2, Jagdeinsitzer, 1923
- P.3, Nachtbomber, 1923
- P.6, Katapultflugzeug, 1927
- P.7, Experimental-Wasserflugzeug, 1928
- P.8, Seeaufklärer, 1928
- P.9, Reiseflugzeug, 1929
- P.10, dreisitziger Seeaufklärer, 1932
- P.11, zweisitziges Schulflugzeug, 1933
- P.12, zweimotoriges Reiseflugzeug, 1933
- P.16, schwerer Bomber, 1934
- P.23, zweimotoriger Langstreckentransporter, 1935
- P.23R, Rekordflugzeug, 1936
- P.32, zweimotoriger Bomber, 1936
- P.50, viermotoriger Bomber, 1937
- P.108 Bombardiere, Bomber, 1939
- P.111, einmotoriges Experimentalflugzeug für Höhenversuche, 1941
- P.119 Jagdflugzeug-Prototyp, 1942
- P.133 Version der P.108B, nicht geflogen
- P.136 Gabbiano (Möwe), Amphibium, 1948
- P.148 einmotoriges Schulflugzeug, 1951
- P.149 Schulflugzeug, 1953
- P.150 Schulflugzeug (Prototyp), 1952
- P.166 zweimotoriges Mehrzweckflugzeug, 1957
- RP.196, Projekt
- PD.808 zweistrahliger Transporter, 1964
- P.180 Avanti (→ Piaggio Aero Industries P.180 Avanti), Geschäftsreiseflugzeug, 1986
- P.1HH HammerHead UAV, 2013
- P.2HH HammerHead UAV, Projekt
- P1XX, Projekt